# Fethiye, Yazıhan
Fethiye là một thị trấn thuộc huyện Yazıhan, tỉnh Malatya, Thổ Nhĩ Kỳ. Dân số thời điểm năm 2011 là 2.192 người.